# Miyagi (dorp)
Miyagi (Japans: 宫城村, Miyagi-mura) was een dorp in het district Seta in de Japanse prefectuur Gunma. Op 4 december 2004 had het dorp 8795 inwoners en een bevolkingsdichtheid van 182,6 inw./km². De oppervlakte van de gemeente bedroeg 48,15 km².

## Geschiedenis
- Miyagi ontstond in 1889 uit de fusie van 7 dorpen.
- Op 5 december 2004 werd Miyagi samen met de gemeente Ogo (大胡町, Ōgo-machi) en het dorp Kasukawa (粕川村, Kasukawa-mura) van het District Seta aangehecht bij de stad Maebashi.

## Verkeer
- Miyagi ligt aan de volgende autoweg:
  - Autoweg 353 naar Kiryu en Kashiwazaki